# Pièce de 50 centimes Marianne
Le type de cette pièce est couramment appelée type "Lagriffoul".
Cette pièce a été remplacée en 1965 par la Demi-franc semeuse.

## Frappes courantes
| millésime | tirage     | remarques                                                  |
| --------- | ---------- | ---------------------------------------------------------- |
| 1962      | 3 500      | essai                                                      |
| 1962      | 32 560 000 | existe avec col à 3 plis et col à 4 plis (voir ci-dessous) |
| 1963      | 92 482 000 | existe avec col à 3 plis et col à 4 plis (voir ci-dessous) |
| 1964      | 41 446 000 |                                                            |

Les millésimes 1962 et 1963 présentent chacun deux versions de la Marianne de Lagriffoul appelées couramment "col à 4 plis" et "col à 3 plis". C'est une petite variante au niveau du col de la Marianne.

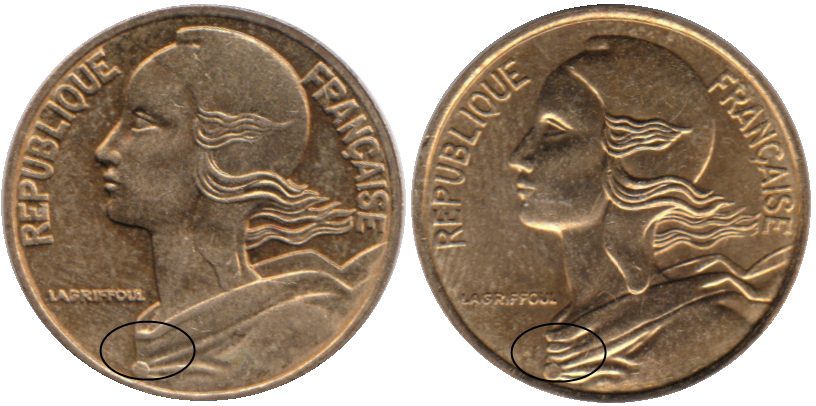
3 plis à gauche et 4 plis à droite

Le millésime 1962 à quatre plis est le plus rare de la série, mis en circulation, sa cote atteint celle de l'essai. On ne sait pas combien d'exemplaires subsistent.

## Frappes commémoratives
Pas de frappe commémorative.

## Sources
- "Valeur des Monnaies de France" de René Houyez éditions GARCEN
- http://www.monnaiedeparis.fr/fonds_doc/f50cent.htm